# 三叉牙副單角棘魨
三叉牙副單棘魨，又稱三叉牙副單角魨，為輻鰭魚綱魨形目鱗魨亞目單棘魨科的其中一種，為熱帶海水魚，分布於印度海域，棲息深度10-50公尺，體長可達10公分，棲息在礁沙混合底層水域，生活習性不明。

## 扩展阅读
維基物種上的相關：三叉牙副單棘魨